# حمدي أبو علي
حمدي منصور حمدي أبو علي دبلوماسي فلسطيني، يشغل منصب سفير دولة فلسطين لدى تنزانيا منذ عام 2018، وسفير غير مقيم لدولة فلسطين لدى سيشل منذ 2019، وسفير غير مقيم لدولة فلسطين لدى موريشيوس منذ 2020.

## حياته
وُلد حمدي أبو علي في مدينة جنين شمال الضفة الغربية في 1 سبتمبر 1972.
عُين في 1 سبتمبر 2018 سفيرًا لدولة فلسطين لدى تنزانيا بدرجة مستشار أول. وفي 5 أكتوبر 2018 قدم أوراق اعتماده إلى الرئيس التنزاني جون بومبيه ماغوفولي.
في 22 سبتمبر 2019 قدم أوراق اعتماده سفيرًا غير مقيم لدولة فلسطين لدى سيشل. وفي 27 فبراير 2020 قدم أوراق اعتماده سفيرًا غير مقيم لدولة فلسطين لدى موريشيوس.